# Безголовка
Безголо́вка — река в России, в Кабанском районе Бурятии. Впадает в озеро Байкал в восточной части посёлка Танхой. Длина — 12 км. Высота устья — 456 м над уровнем моря.

## Описание
Безголовка является бурной горной рекой, берущей своё начало в горной системе Хамар-Дабан. Бежит с юга на север. Питание реки происходит за счет ледников на горах и мелких притоков. Первые 2—3 км река проходит бурно, после скорость немного падает и вплоть до устья остается неизменной. Ширина реки колеблется от 5 до 10 м.
Над рекой есть 3 моста:
- Железнодорожный мост Транссибирской магистрали расположен в 360 м от устья;
- Автомобильный мост федеральной магистрали Р258 «Байкал», в 650 м от устья;
- Пешеходный.

## Название
Название происходит от русского слова «безголовый» — по рассказам местных жителей в этой реке нашли неизвестный труп без головы.